# Cmentarz wojenny nr 4 – Grab
Cmentarz wojenny nr 4 – Grab – zabytkowy cmentarz z I wojny światowej zaprojektowany przez Dušana Jurkoviča, znajdujący się w miejscowości Grab w gminie Krempna w powiecie jasielskim. Jeden z ponad 400 zachodniogalicyjskich cmentarzy wojennych zbudowanych przez Oddział Grobów Wojennych C. i K. Komendantury Wojskowej w Krakowie. Należy do I Okręgu Cmentarnego Nowy Żmigród.

## Opis
Cmentarz położony na wzgórzu, po zachodniej stronie drogi z Ożennej do granicy państwowej ze Słowacją. Rozplanowany na planie czworoliścia rozdzielonego małymi trójkątnymi wypustkami. Naprzeciw wejścia głównego zbudowanego z ciosanego kamienia znajduje się rekonstrukcja pierwotnego pomnika w kształcie wieży kościoła łemkowskiego. Obecny pomnik jest mniejszy i uproszczony, został postawiony w czasie rekonstrukcji w 1995. Zachowała się oryginalna tablica z napisami wyrytymi w piaskowcu:
| „Chcecie zważyć ofiary tej wojny? Do sławy i honoru na jednej szali Dołóżcie jeszcze odrodzoną duszę narodu, a szala i tak uniesie się lekko do góry” |

oraz
| „Odrodzenie duszy narodu Wznosi się ponad cierpienie. Boże, zlituj się nad naszą ofiarą I pozwól potomnym Wznieść się tym zwycięstwem ponad groby” |

oraz pamiątkowa tablica z okresu rekonstrukcji:
„Ten cmentarz żołnierski nr 4 odnowiony został w latach 1992–1995 przy współpracy polsko-austriackiej, w szczególności z udziałem gminy Krempna i żołnierzy 54 Pułku Obrony Kraju ze Styrii”.
Cmentarz jest otoczony zniszczonym murem kamiennym. Łączna jego powierzchnia zajmuje ponad 1800 m². Zachowany w dobrym stanie i zadbany.

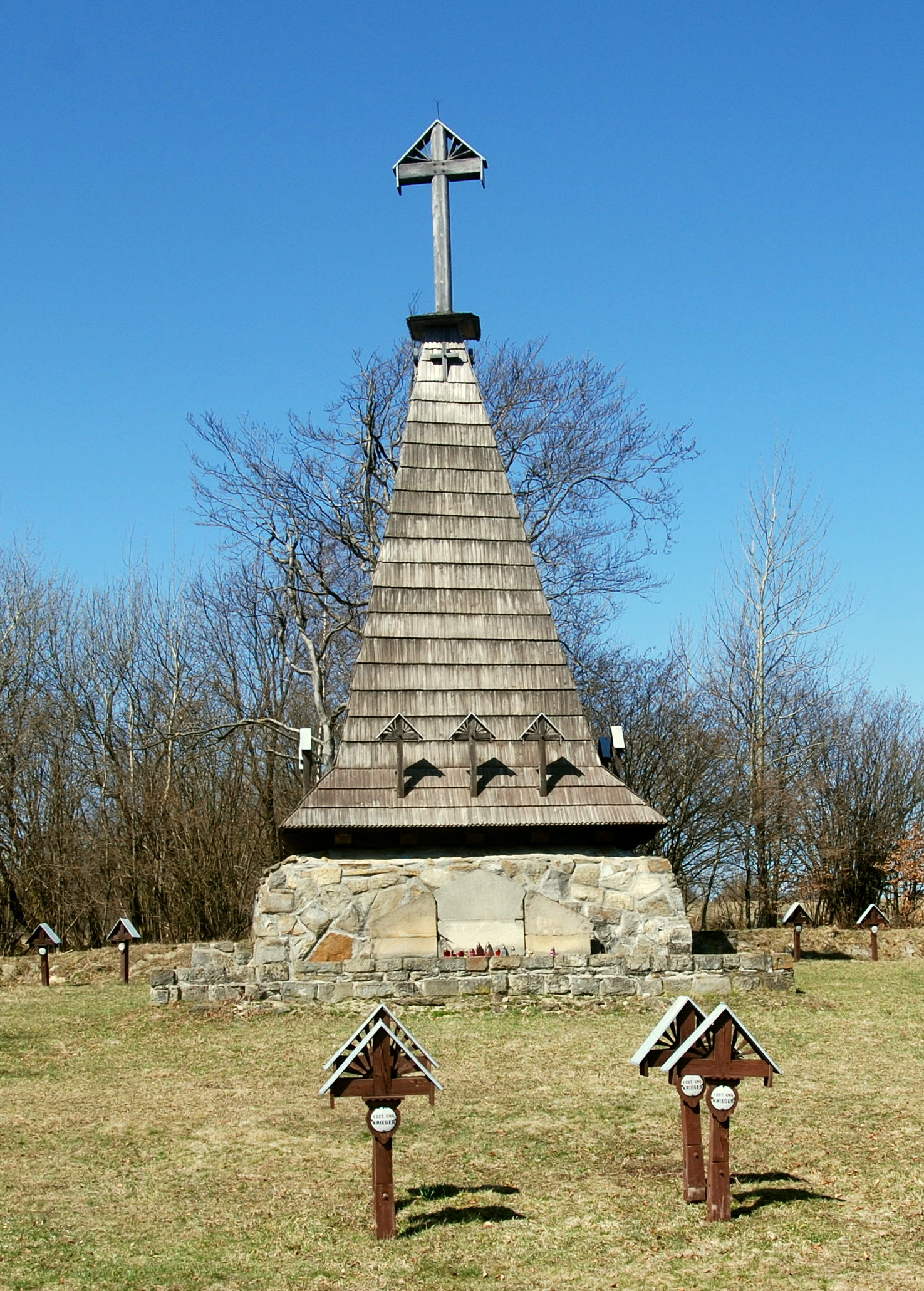
Widok na pomnik główny
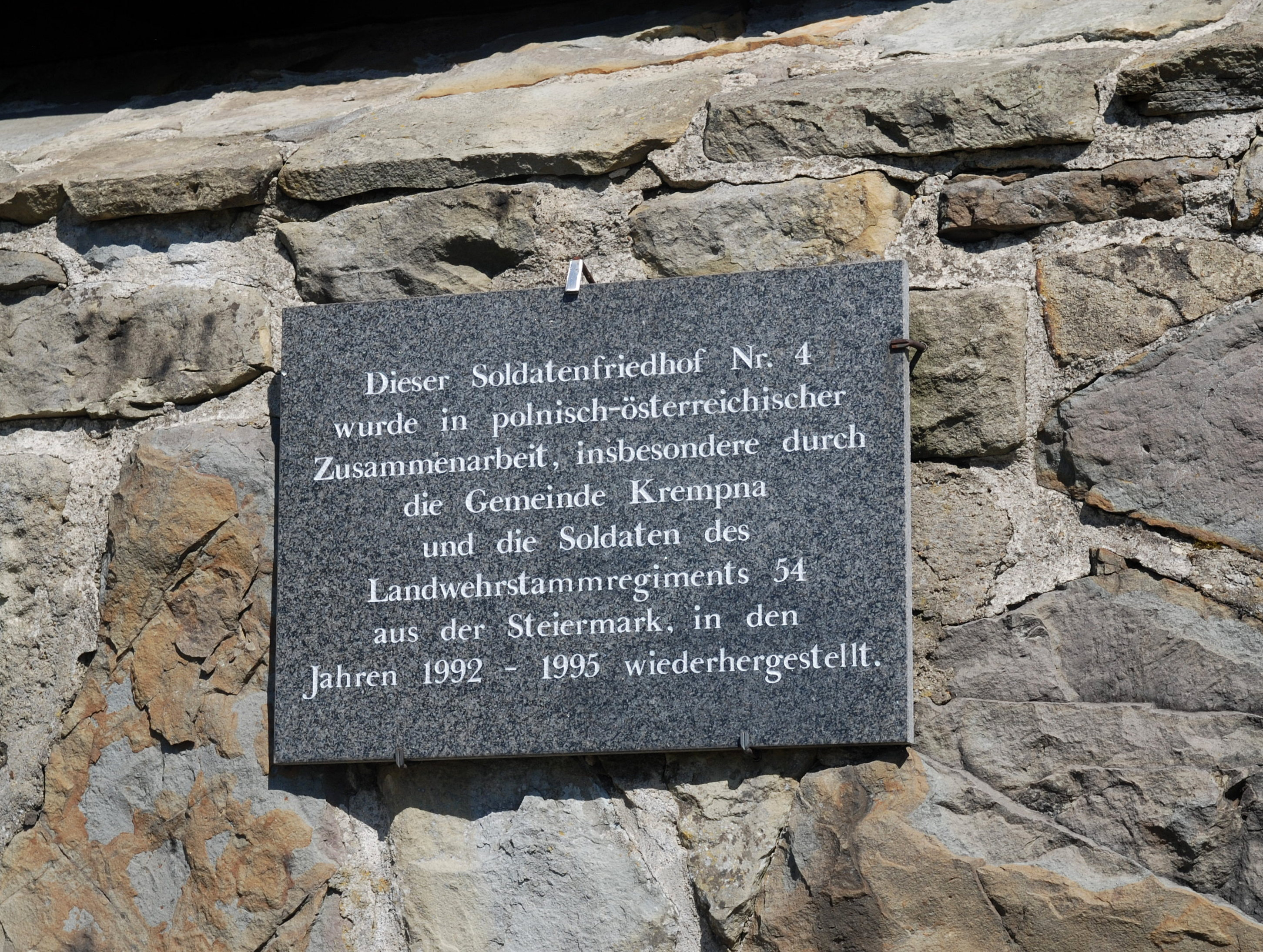
Tablica z 1995
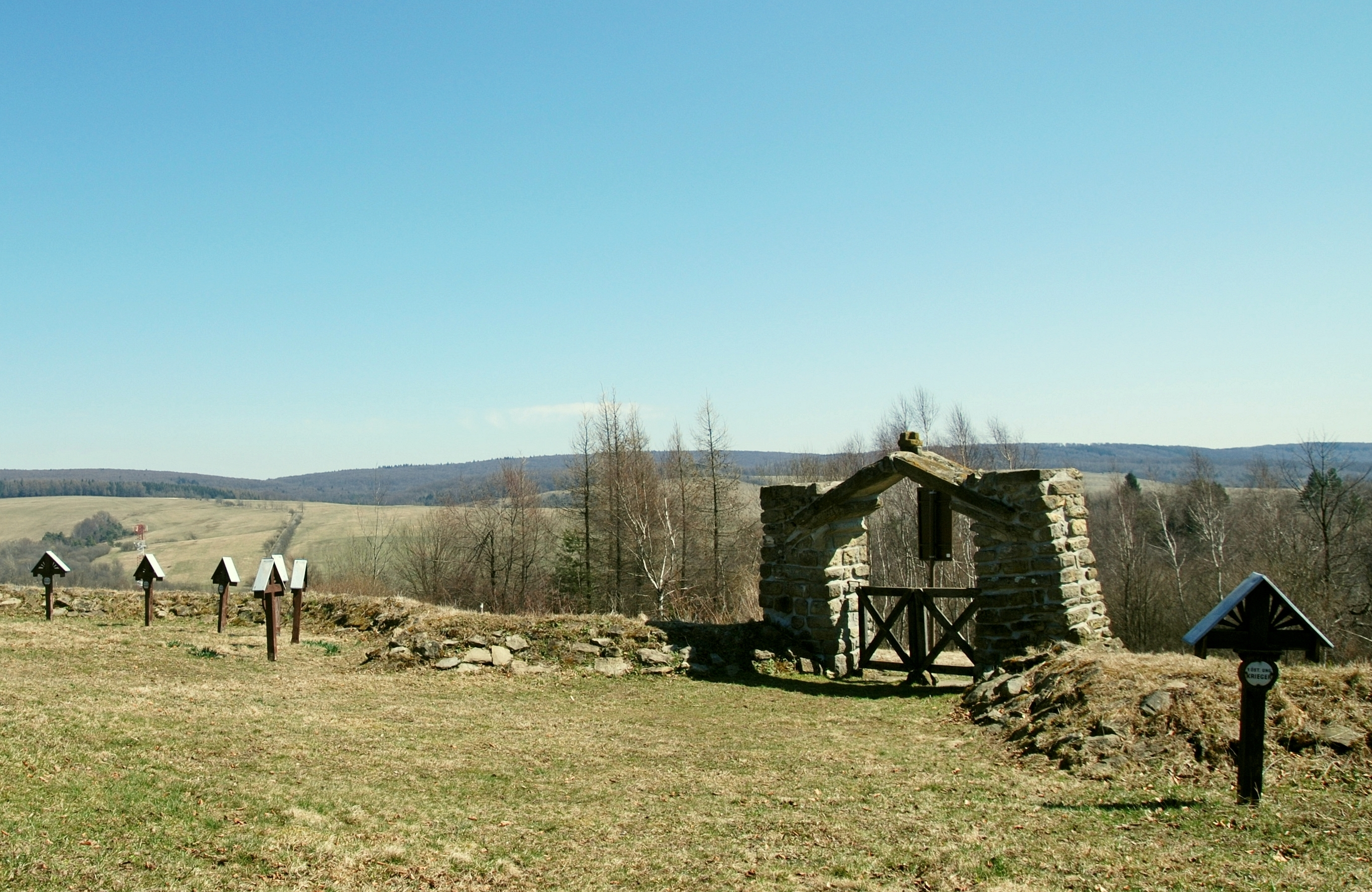
Fragment cmentarza z bramą

Na cmentarzu pochowano w 53 grobach pojedynczych oraz 31 mogiłach zbiorowych 143 żołnierzy:
- 106 Austriaków z 18 Pułku Piechoty, 27 Pułku Piechoty, 36 Pułk Piechoty, 43 Pułk Piechoty, 5 Pułk Piechoty k.k. Landwehry, 11 Pułk Piechoty k.k. Landwehry,
- 37 Rosjan, z których jednego przynależność pułkowa jest znana: 191 (191-й пехотный Ларго-Кагульский полк) pułku piechoty,

poległych w listopadzie i grudniu 1914 oraz w pierwszych miesiącach 1915.
Cmentarz jest obiektem Szlaku Frontu Wschodniego I Wojny Światowej na obszarze województwa podkarpackiego.